# Le Pont du Rialto à Venise
Le Pont du Rialto à Venise est une huile sur toile du peintre Francesco Guardi (1712-1793), membre de l'École vénitienne, connu pour ses vedute. Le tableau a probablement été peint vers 1760 et est conservé au musée des Augustins de Toulouse.

## Historique
Jusqu'à l'âge de cinquante ans, Francesco Guardi occupe un rôle subalterne dans l’atelier familial dirigé par son frère Gian Antonio, peintre religieux. Ce n'est qu'à la mort de ce dernier, en 1760, qu'il prend la direction de l’atelier et s’oriente vers la veduta et en renouvèle profondément l’inspiration.
À la différence de Canaletto (1697-1768), grand maître du genre, Guardi se distingue par une approche plus libre du paysage urbain. Plutôt que de rechercher une représentation minutieuse et exacte de chaque détail architectural, il privilégie une interprétation plus atmosphérique et expressive. Guardi adopte une technique picturale faite de petites touches vibrantes, baignée d’une lumière chaude et d’une attention sensible aux détails. Il ne se limite pas uniquement aux variations répétitives des mêmes points de vue, mais s’intéresse également aux festivités et cérémonies vénitiennes, auxquelles il consacre plusieurs cycles célèbres.
Provenant de la collection du cardinal de Bernis et présent dans les collections du musée des Augustins de Toulouse depuis sa fondation, Le Pont du Rialto à Venise a longtemps été attribué au peintre Pietro Bellotti.

## Description

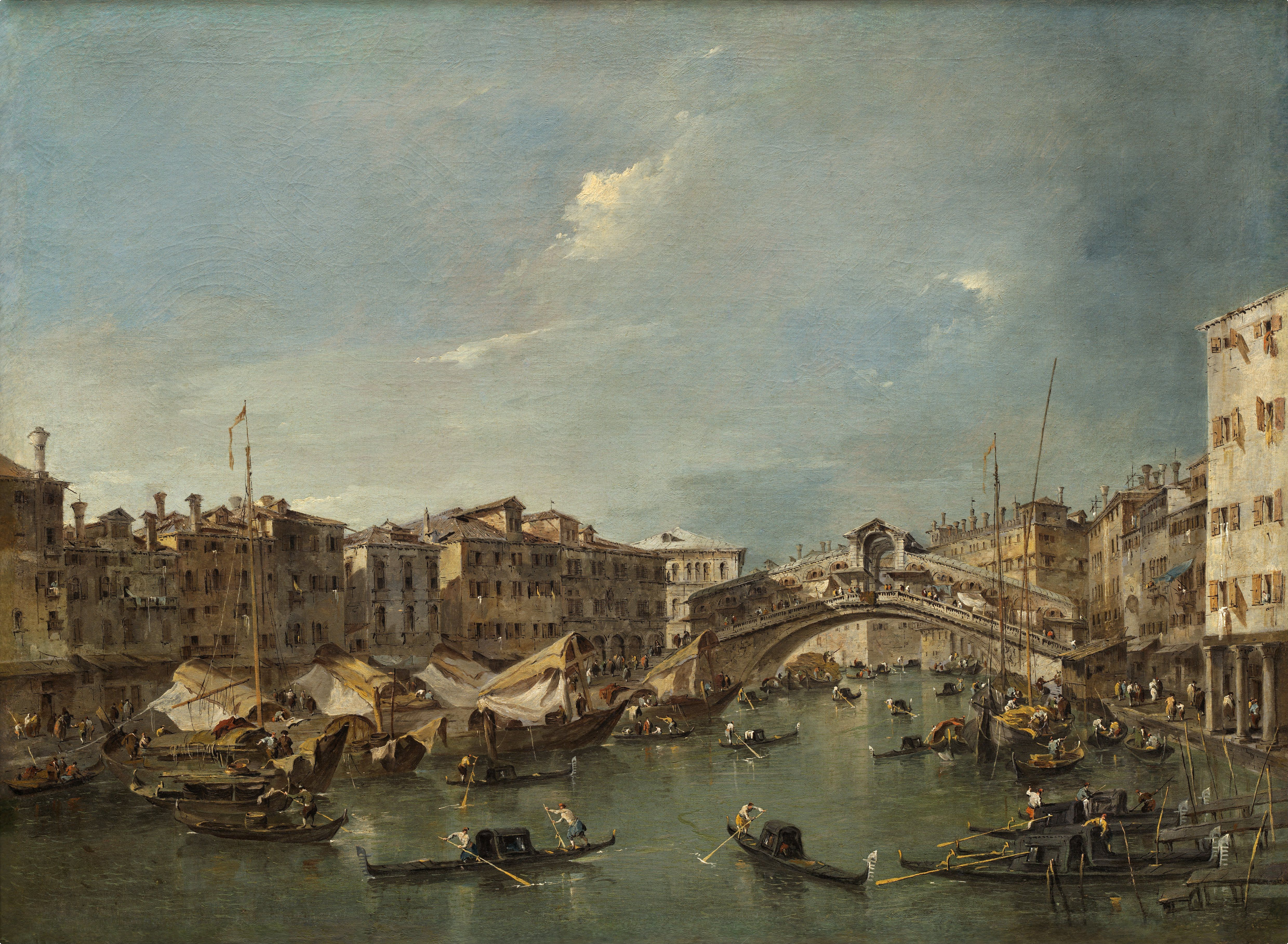
Guardi, Grand Canal with the Rialto Bridge, Venice, vers 1780, National Gallery of Art, Washington.

Le motif du pont de Rialto est l’un des points de vue les plus souvent traités par Francesco Guardi, notamment depuis la Riva del Vin, rue pavée longeant le Grand Canal jusqu'à l'église San Silvestro. Les tableaux les plus proches de celui de Toulouse sont ceux de la Wallace Collection de Londres, de la National Gallery of Art de Washington, de l’Accademia Carrara de Bergame et de la Fondation Calouste Gulbenkian de Lisbonne. Il ne s’agit en aucun cas de simples variantes car chaque tableau propose un cadrage différent et possède sa propre atmosphère.
La toile du musée des Augustins présente l’une des perspectives les plus resserrées sur le pont du Rialto et le Grand Canal, animé par le passage des gondoles. La composition est équilibrée grâce à un ciel clair et lumineux, réponse aux ciels plus sombres de Canaletto. La préparation rouge sous la peinture apporte une chaleur particulière à la lumière. Guardi privilégie des tracés à la fois minutieux et tremblants des détails architecturaux. Les figures des gondoliers, comme leurs mâts, les bâches et les voiles, participent à cette représentation d’une Venise en mouvement perpétuel.
La vie de Guardi étant peu documentée, il est difficile de dater ses oeuvres avec certitude ; la datation de ses oeuvres est souvent incertaine. Axel Hémery, conservateur et directeur du musée des Augustins, propose une datation assez précoce dans le contexte de la production de Guardi chef d'atelier, vers 1760, justifiée par un trait quelque peu fougueux n'affichant pas encore la sérénité de ses oeuvres plus tardives.

## Oeuvre en lien

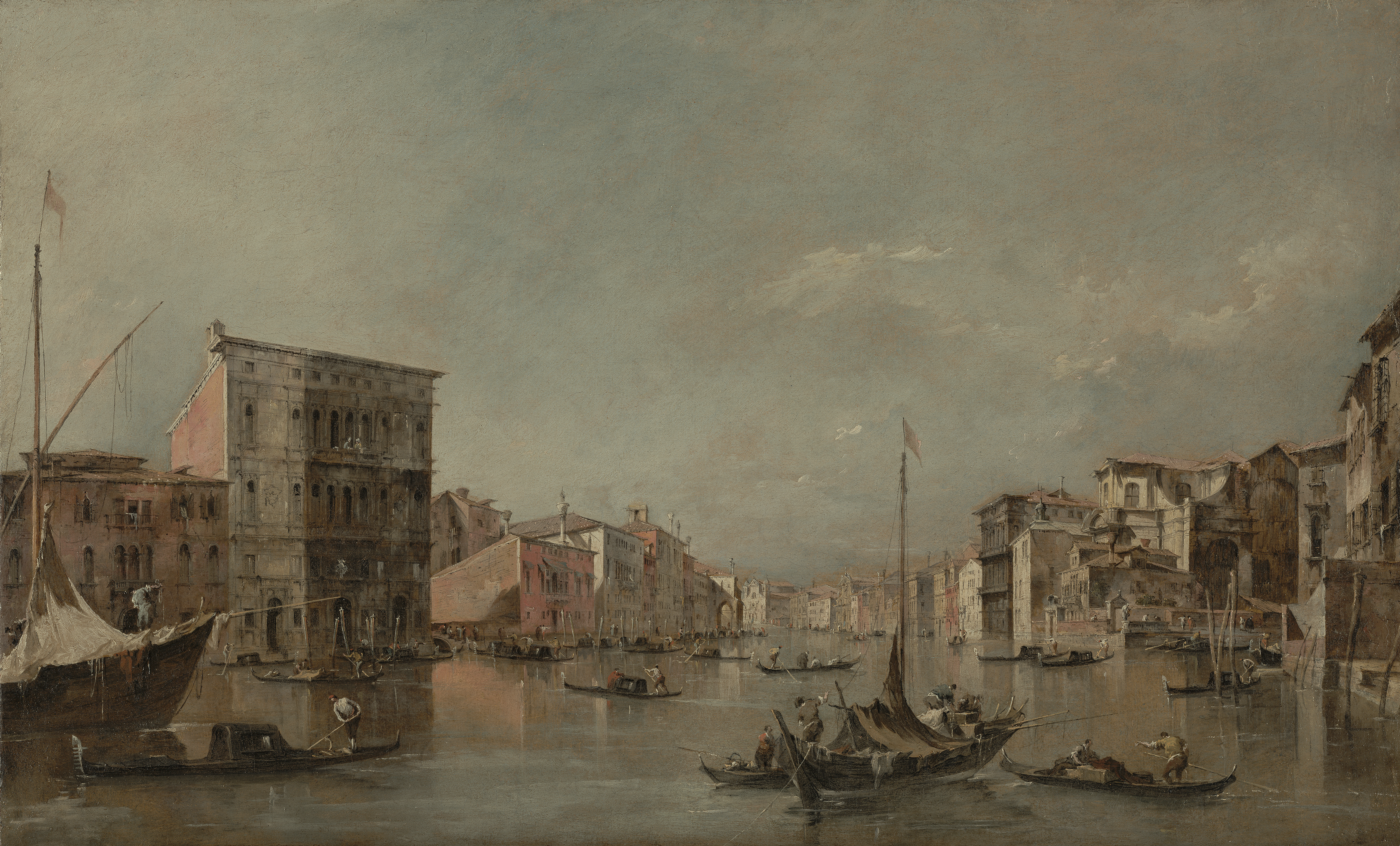
Guardi, Le Grand Canal de Venise avec le Palazzo Bembo, 1768, J. Paul Getty Museum, Los Angeles.

Au musée des Augustins de Toulouse, Le Pont du Rialto à Venise a longtemps été mis en pendant d'une autre veduta de Guardi, Le Grand Canal à Venise avec le Palazzo Bembo. De 1952 à 2005, l'oeuvre est exposée au musée en tant que MNR, ayant été spoliée pendant l'Occupation par le gouvernement de Vichy et vendue au Führermuseum de Linz en 1944 par le marchand Hildebrand Gurlitt (1895-1959). Elle est finalement restituée par le musée à ses ayants droit en 2005 et vendue le 8 juillet 2005 chez Christie's Londres au J. Paul Getty Museum de Los Angeles.